# Plakortis zyggompha
Plakortis zyggompha är en svampdjursart som först beskrevs av de Laubenfels 1934.  Plakortis zyggompha ingår i släktet Plakortis och familjen Plakinidae. Inga underarter finns listade i Catalogue of Life.